# شهرستان بینیانگ
بینیانگ (به لاتین: Binyang County) یک شهرستان در جمهوری خلق چین است که در نان‌نینگ واقع شده‌است.

## خصوصیات
بینیانگ ۲٬۳۰۸٫۴۹ کیلومترمربع مساحت و ۷۸۲٬۲۵۵ نفر جمعیت دارد.